# Organizzazione Nazionale Scout della Thailandia
L'Organizzazione Nazionale Scout della Thailandia (thai: คณะลูกเสือแห่งชาติ, RTGS: Khana Luksuea Haeng Chat) è l'associazione nazionale scout del Regno di Thailandia, fondata il 1º luglio 1911 dal Re di Thailandia Rama VI, che viene chiamato da allora Padre dello Scautismo Thai. L'associazione è affiliata all'Organizzazione Mondiale del Movimento Scout dal 1922 e, aperta sia ai ragazzi che alle ragazze, consta di 828,248 membri (stima del 2013).

Cinque membri di questa organizzazione, in tutto il regno, hanno ricevuto il Lupo di Bronzo dal Comitato Scout Mondiale: Abhai Chandavimol (1971), Chitra Dansuputra (1976), Kong Visudharomn (1980), and Bhethai Amatayakul (1984), e Rama IX (2006).
| Suddivisione in branche | Suddivisione in branche | Suddivisione in branche | Suddivisione in branche |
| Nome branca             | Traduzione              | Fascia d'età            |                         |
| ----------------------- | ----------------------- | ----------------------- | ----------------------- |
| Cub Scouts              | Lupetti                 | 7-9                     |                         |
| Scouts                  | Esploratori             | 10-12                   |                         |
| Senior Scouts           | Scout anziani           | 13-15                   |                         |
| Rover                   | Rover                   | 16-25                   |                         |
| Sea Scouts              | Scout nautici           | 16-25                   |                         |
| Air Scouts              | Scout aeronautici       | 16-25                   |                         |
|                         |                         |                         |                         |